# 佐藤博史
佐藤 博史（さとう ひろし、1948年 - ）は、日本の弁護士。千葉工業大学理事。島根県出雲市出身。修道高等学校・東京大学法学部卒（1971年）。刑事弁護の第一人者といわれる弁護士。

## 経歴・人物
母親は広島原爆に遭った被爆2世。父親は税務署職員で『全国税』の活動を熱心にやっており、父親の影響で刑事裁判や法医学の本を読みふけた。 特に正木ひろし原作の『真昼の暗黒』という映画に感銘を受け刑事弁護人を志した。修道高校を首席で卒業。弘中惇一郎は修道高校の三年先輩に当たる。1971年東京大学法学部を優秀な成績で卒業後、直ちに藤木英雄の助手に就任するも、元々刑事弁護人を志望していたこともあって、わずか4か月後に辞職し、同年司法試験合格、翌1972年に司法研修所に入所し、司法修習を経て1974年に弁護士登録した。『法律時報』に論文「DNA鑑定と刑事弁護」（1993年）を掲載したことにより、足利事件控訴審弁護人に選任され、短期間で控訴審弁護団を結成、控訴審以降で主任弁護人を務めた。足利事件の冤罪被害者・菅家利和を自宅に寝泊まりさせたという。
2013年に、パソコン遠隔操作事件の弁護も担当。

## 経歴
- 1971年 - 東京大学法学部卒業、東京大学法学部助手就任
- 1974年 - 司法修習修了、弁護士登録（第二東京弁護士会）
- 1982年 - 横浜国立大学経済学部非常勤講師
- 1988年1月 - 千葉工業大学理事に就任
  - 法政大学法学部非常勤講師
- 1994 - 1996年 - 司法試験考査委員
- 東京大学大学院法学政治学研究科客員教授
- 早稲田大学法科大学院教授

## 著書・論文
- 「弁護人の真実義務」『刑事訴訟法の争点〔新版〕』（有斐閣）
- 『判決 訴権の濫用―断罪された狂言訴訟』（日本評論社、2002年）倉田卓次、倉科直文、宮原守男との共著
- 「わが国の刑事司法の特色と弁護の機能」刑法雑誌44巻3号（日本刑法学会）
- 「再審請求における証拠構造分析と証拠の明白性判断－名張事件最高裁決定の意義－」『松尾浩也先生古稀祝賀論文集〔下巻〕』（有斐閣）
- 「再審請求における証拠の明白性判断－限定的再評価と全面的再評価－」『河上和雄先生古稀祝賀論文集』（青林書院）
- 『刑事弁護の技術と倫理ー刑事弁護の心・技・体』（有斐閣、2007年）
- 『目で見る刑事訴訟法』（第2版）（共著）（有斐閣、2009年）